# Bru Rovira
Bru Rovira Jarque (Barcelona, 1955) es un periodista español, especializado en temas sociales e internacionales.

## Biografía
Estudió en la escuela Costa y Llobera de Sarriá, Barcelona. A los catorce años estudió nocturno en los Jesuitas de la calle Caspe, mientras trabajaba y tomaba parte en la revuelta estudiantil como militante comunista. En la universidad empezó a estudiar magisterio y periodismo.
Entró a trabajar en el diario Tele/eXpres, y también estuvo en los diarios El Noticiero Universal y Avui. En 1984 entró a trabajar en La Vanguardia, donde permaneció veinticinco años como reportero especializado en temas sociales e internacionales. Como enviado especial internacional estuvo en Rumanía y escribió sobre la transición en los países del Este y las ex repúblicas yugoslavas. También ha estado en algunos conflictos y crisis humanitarias en África, y ha escrito sobre Ruanda. Ha viajado por América Central y Asia y ha escrito varios libros, a menudo con fotografías suyas.
El año 2002 ganó el premio Miguel Gil Moreno de Periodismo por su reportaje sobre un centro de acogida de niños de todo el mundo heridos a la guerra, situado en Alemania. En 2004 recibió el premio Ortega y Gasset de periodismo por sus reportajes publicados en La Vanguardia sobre la guerra de la República Democrática del Congo.
Actualmente es periodista autónomo.[cita requerida] Entre 2017 y 2019 colaboró con el diario Ara. Colabora con la Cadena SER, donde ha participado en el programa de radio A vivir que son dos días.

## Obras
- 35 días en China: el despertar del dragón (1997).
- Maternidades (2004).
- Áfricas: cosas que no pasan tan lejos (2006).
- La vida a tragos; historias de Guatemala (2009).
- Vidas sin fronteras (2010).
- Solo pido un poco de belleza (2016).
- Matar al director (2024, Editorial Navona, novela).